# Brewster (Nebraska)
Brewster es una villa ubicada en el condado de Blaine en el estado estadounidense de Nebraska. En el Censo de 2010 tenía una población de 17 habitantes y una densidad poblacional de 73,75 personas por km².

## Geografía
Brewster se encuentra ubicada en las coordenadas 41°56′18″N 99°51′54″O / 41.93833, -99.86500. Según la Oficina del Censo de los Estados Unidos, Brewster tiene una superficie total de 0.23 km², de la cual 0.23 km² corresponden a tierra firme y (0%) 0 km² es agua.

## Demografía
Según el censo de 2010, había 17 personas residiendo en Brewster. La densidad de población era de 73,75 hab./km². De los 17 habitantes, Brewster estaba compuesto por el 100% blancos, el 0% eran afroamericanos, el 0% eran amerindios, el 0% eran asiáticos, el 0% eran isleños del Pacífico, el 0% eran de otras razas y el 0% pertenecían a dos o más razas. Del total de la población el 0% eran hispanos o latinos de cualquier raza.